# Eustathios Makrembolites
Eustathios Makrembolites, auch: Eumathios Makrembolites (griechisch: Εὐστάθιος Μακρεμβολίτης, auch: Εὐμάθιος Μακρεμβολίτης) ist ein byzantinischer Romanschriftsteller des 12. Jahrhunderts.

## Geschichte von Hysmine und Hysminias
Eustathios ist der – sonst unbekannte – Verfasser eines Liebesromans in elf Büchern mit dem Titel Τὰ καθ' Ὑσμίνην καì Ὑσμινίαν, deutsch: Die Geschichte von Hysmine und Hysminias, dessen Protagonisten Hysmine, die junge Frau, und Hysminias, der junge Mann, heißen. Wie die drei anderen byzantinischen Autoren des 12. Jahrhunderts Konstantinos Manasses, Theodoros Prodromos und Niketas Eugenianos greift er die antike Gattung des Liebesromans auf, ist aber im Unterschied zu deren Werken in Prosa verfasst, ahmt statt der Aithiopika des Heliodoros überwiegend den Roman des Achilleus Tatios nach und flicht ausgedehnte Ekphrasen von Kunstwerken ein. Die im Text erwähnten Orte sind fiktiv und möglicherweise allegorisch gemeint. Mit der Gestalt des Königs Eros, des Ἔρως βασιλεύς, der nicht als kleines Kind, sondern als despotischer Herrscher über die Liebenden auftritt, führt der Roman ein neues Motiv ein, das von den spätbyzantinischen Versromanen übernommen wird und möglicherweise den Ursprung des Dieu d’amour in späteren französischen Romanen wie dem Rosenroman bildet. Der Stil zeichnet sich durch Hiatvermeidung und übermäßigen Gebrauch der Antithese aus.
Die Handlung des Romans ist wie folgt: Der junge Hysminias wird als Herold des Zeusfestes aus Eurykomis nach Aulikomis geschickt. Hysmine, die Tochter seiner Gastgeber, verliebt sich in ihn, er will es aber nicht wahrhaben. Hysminias sieht auf einem Gemälde Eros mit seinem Hofstaat, der ihm danach im Traum erscheint und ihn sich unterwirft. Jetzt ist auch Hysminias verliebt. Er fährt mit seinen Gastgebern nach Eurykomis zurück. Als Hysmine von ihren Eltern verheiratet werden soll, flieht das Liebespaar. Hysmine wird bei einem Sturm vom Schiff ins Meer geworfen, Hysminias an Land ausgesetzt, von barbarischen Seeräubern gefangen genommen und zum Rudern gezwungen. Griechen greifen die Seeräuber an und nehmen ihnen die Gefangenen ab, Hysminias wird als Sklave nach Daphnepolis verkauft und von seinen neuen Herren zu einem weiteren Zeusfest, den Diasien, nach Artykomis mitgenommen. Dort ist inzwischen Hysmine als Sklavin, sie und Hysminias geben sich als Geschwister aus. Zurück in Daphnepolis, treffen sie auf ihre Elternpaare, die dort auf der Suche nach ihren Kindern sind. Ein Orakel im Apollonheiligtum gibt ihnen die Freiheit und erklärt sie zum Brautpaar. Sie geben sich zu erkennen und kehren nach Aulikomis zurück, wo die Hochzeit stattfindet.
Der Roman wurde in der byzantinischen Zeit viel gelesen und schon im 16. Jahrhundert ins Lateinische, Italienische, Französische und Deutsche übersetzt.

## Sonstiges
Eustathios wird darüber hinaus die Verfasserschaft einer Sammlung von elf Rätseln zugewiesen, zu denen der Grammatiker Manuel Holobolos Lösungen niederschrieb.

## Werke
- Eustathius Macrembolites, De Hysmines et Hysminiae Amoribus Libri XI. Ed. Miroslav Marcovich. München und Leipzig: K.G. Saur 2001. ISBN 3-598-71232-4. Rezension von Ingela Nilsson, in: Bryn Mawr Classical Review 2001.08.35
- Eustathios Makrembolites: Hysmine und Hysminias. Eingeleitet, übersetzt und erläutert von Karl Plepelits. Stuttgart: Hiersemann 1989, ISBN 3-7772-8929-9 (Bibliothek der griechischen Literatur, Bd. 29)
- Eustathii Macrembolitae quae feruntur aenigmata. 1893 (Digitalisat)
- Eusthatii Macrembolitæ Protonobilissimi de Hysmines et Hysminiæ Amoribus Libri xi. Ed. Isidor Hilberg, Wien 1876 (Roman und Rätsel)